# Поп (князь)
Поп або Поппо (д/н — бл. 932) — князь сорбів у 908—932 роках.

## Життєпис
Походження невідомо. Поп, найпевніше, є не власним ім'ям, а німецьким аналогом лужичанської посади «knez», тобто «поп». Ймовірно, німецькі хроністи вирішили, що це тотожне імені Поппо, поширеному у франків. Крім того, слово knez означало і князя, і жерця, що відповідає тогочасному стану військової демократії в лужичан.
Поп після загибелі князя Драгомира близько 908 року вів далі боротьбу проти герцогства Саксонського, до якого увійшло колишнє герцогство Тюрингія. Посилення тиску на лужичан спостерігається з 920-х років, коли владу в Східно-Франкському королівстві здобув Генріх Саксонський. У 928—929 роках землі сорбів та їхніх союзників (доленчан, нішан, лужичан) зазнали спустошення від військ короля Генріха I. Втім Поп вів далі боротьбу, але 932 року спільні війська сорбів, лужичан і мільчан зазнали поразки біля міста Мейсен, а потім ворог захопив важливу лужичанську фортецю Любушу. В цих битвах, імовірно, Поп загинув, а слов'янські племена визнали зверхність короля.